# Poplužský rybník
Poplužský rybník  o výměře vodní plochy 2,08 ha se nachází v lese asi 1 km severovýchodně od centra obce Žumberk v okrese Chrudim. Rybník slouží pro chov ryb. Poplužský rybník spolu s okolní dubohabřinou představuje cennou botanickou lokalitu s výskytem vzácných rostlin, jako je například bělozářka větevnatá, tolita lékařská, hvozdík kartouzek, a kosatec sibiřský, a proto je chráněn jako významný krajinný prvek.

## Galerie

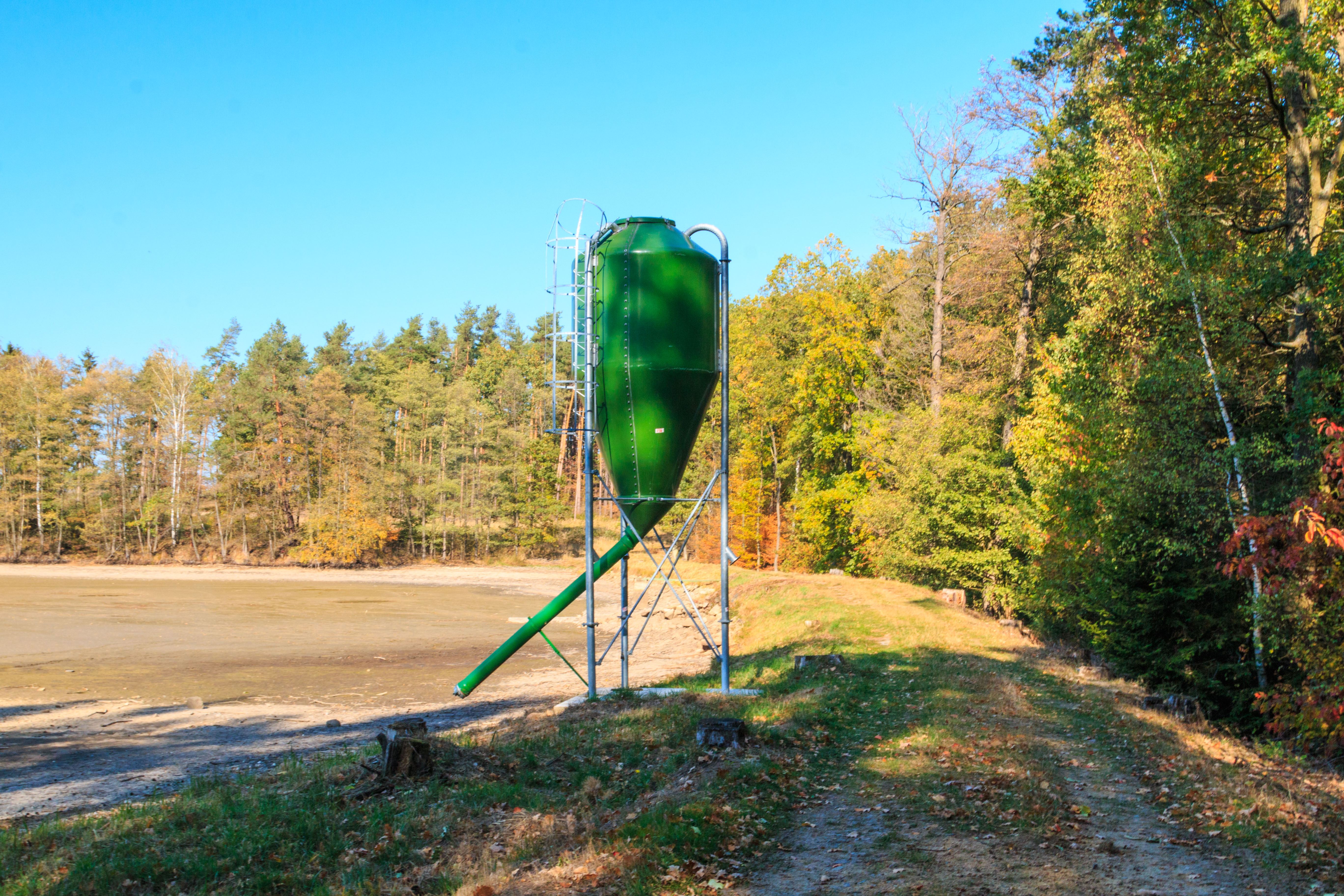
pohled na Poplužský rybník
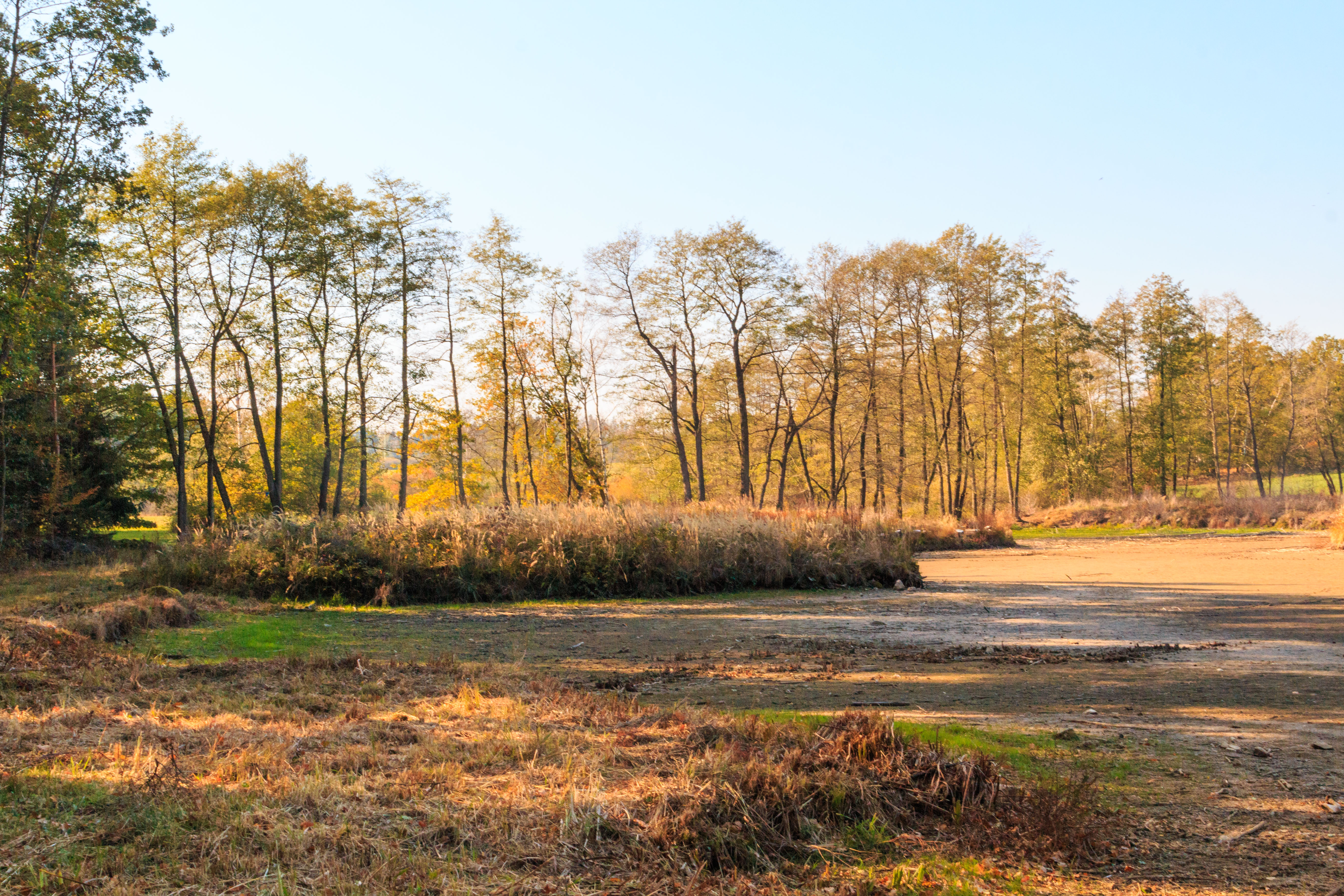
pohled na Poplužský rybník
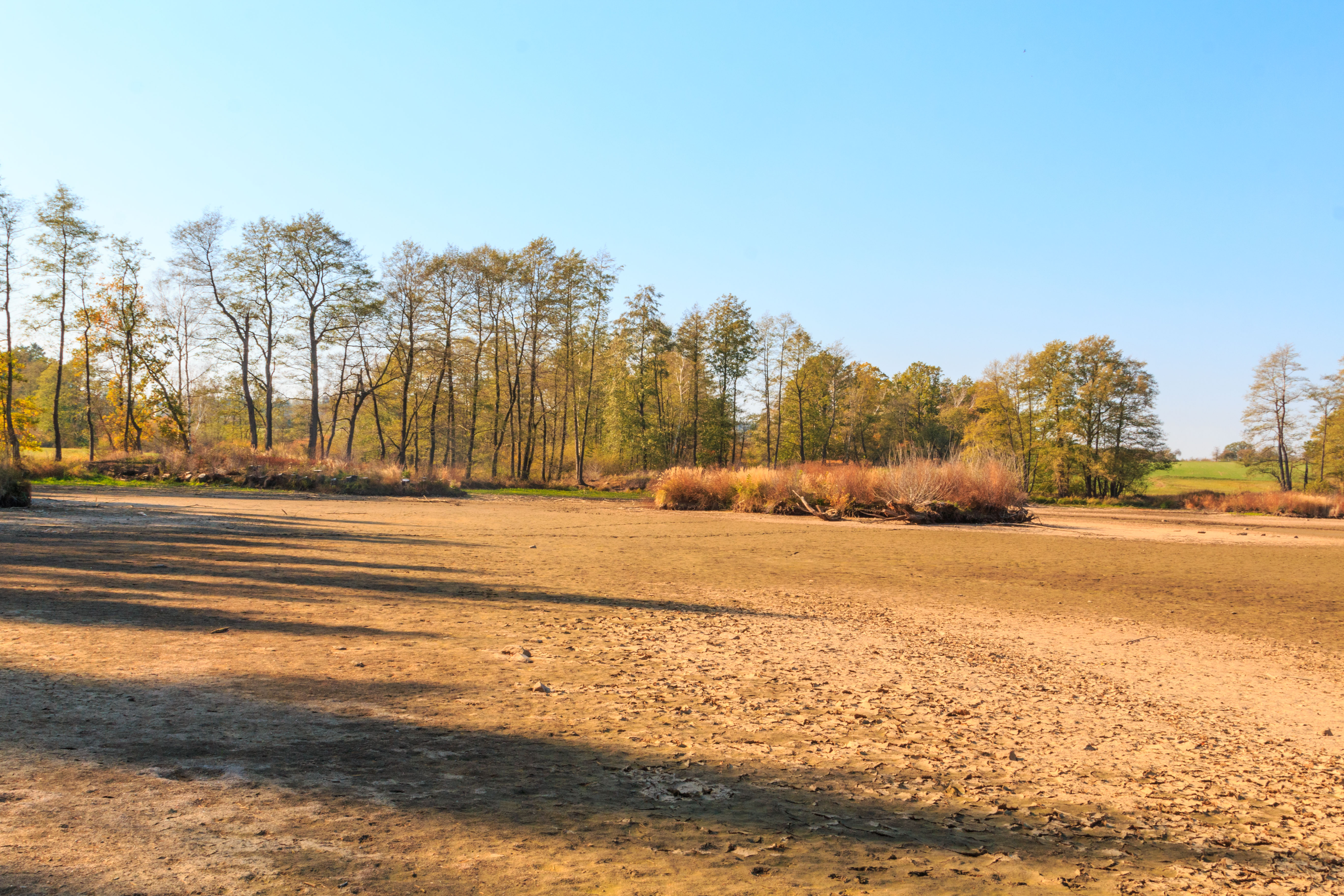
pohled na Poplužský rybník
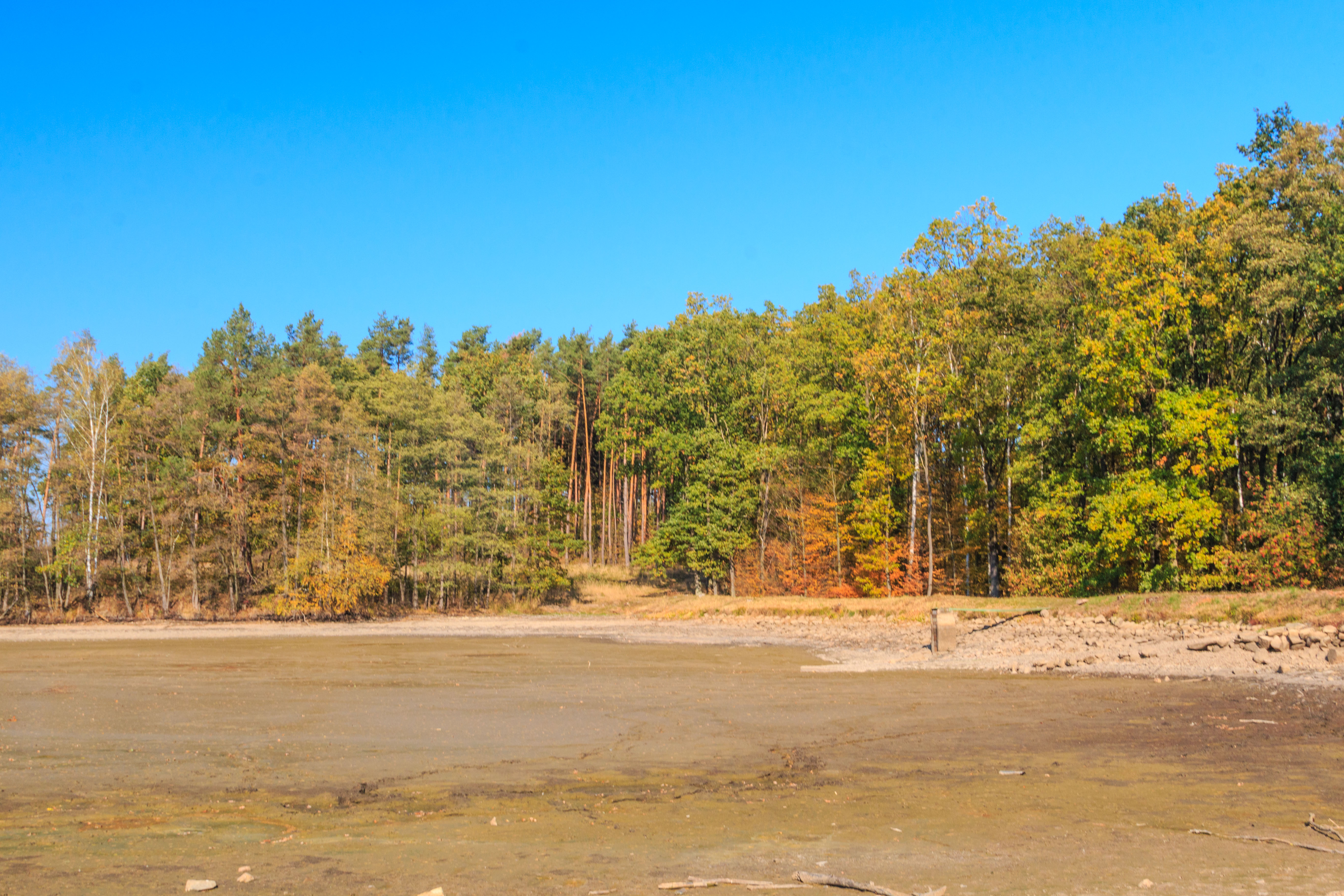
pohled na Poplužský rybník
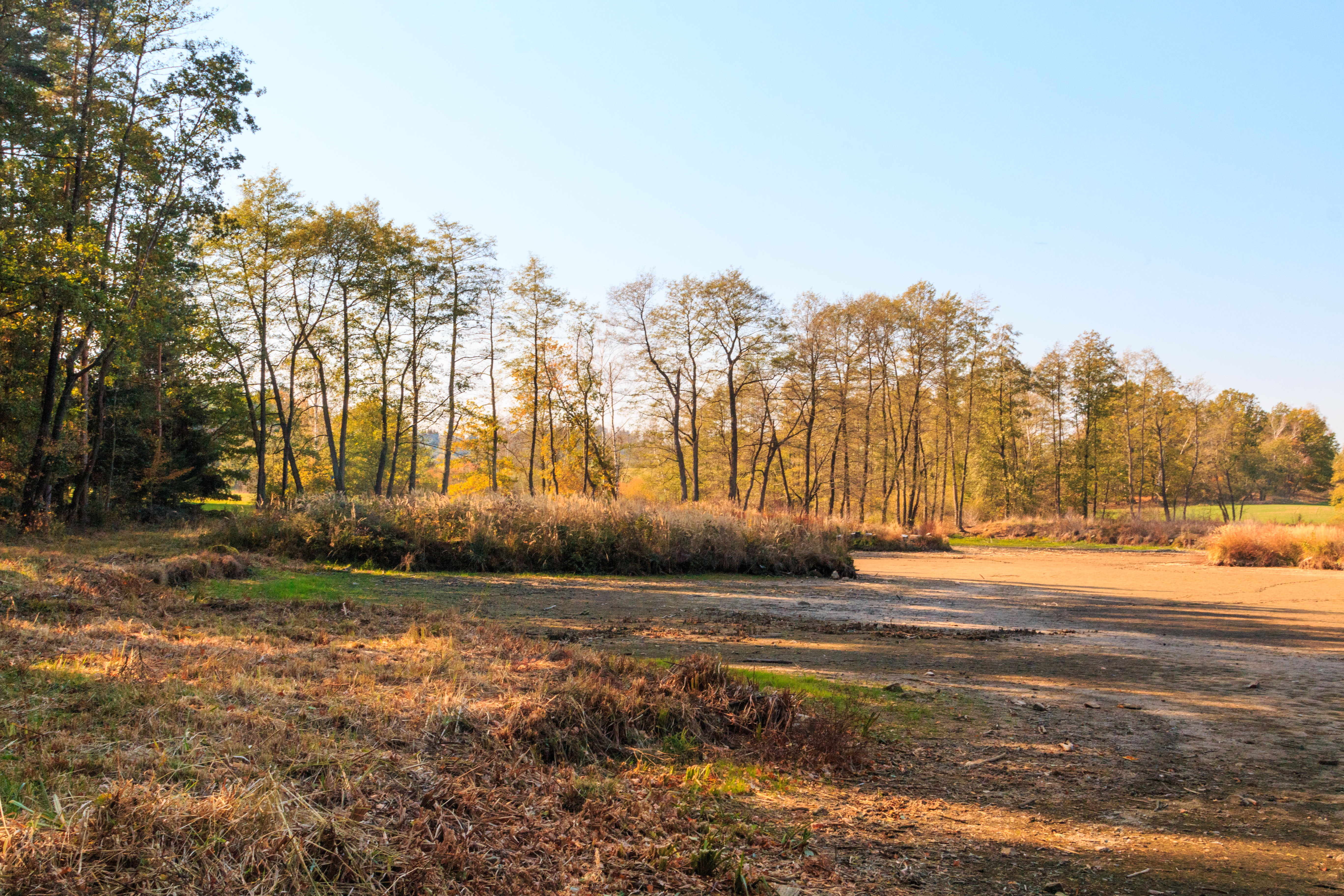
pohled na Poplužský rybník